# Conclave d'octobre 1503
Le conclave d'octobre 1503 se déroule à Rome, du 31 octobre au 1er novembre 1503, juste après la mort du pape Pie III dont le pontificat n'aura duré que vingt-six jours. Il aboutit à l'élection du cardinal Giuliano della Rovere qui devient le pape Jules II.

## Contexte de l'élection
Après la mort de Pie III, qui n'a régné que vingt-six jours, le conclave doit se réunir une fois de plus dans une ambiance toujours aussi tendue.

## Cardinaux-électeurs
- Giuliano della Rovere, élu pape Jules II
- Jorge da Costa représentant du Portugal
- Girolamo Basso della Rovere cousin du cardinal Giuliano Della Rovere
- Oliviero Carafa représentant du roi de Naples
- Antonio Pallavicini Gentili
- Lorenzo Cybo de Mari
- Ascanio Sforza
- Raffaele Riario cousin de Giuliano Della Rovere
- Giovanni Colonna
- Jean de Médicis
- Federico Sanseverino
- Giovanni Antonio Sangiorgio
- Bernardino López de Carvajal
- Giuliano Cesarini
- Domenico Grimani
- Alessandro Farnese
- Luigi d'Aragona membre du camp espagnol
- Juan de Castro
- Georges d'Amboise membres du camp français
- Amanieu d'Albret membres du camp français
- Pedro Luis de Borja Llançol de Romaní membres du camp espagnol
- Jaime Serra i Cau
- Pietro Isvalies
- Francisco de Borja membres du camp espagnol
- Juan de Vera membres du camp espagnol
- Ludovico Podocataro
- Antonio Trivulzio
- Marco Corner
- Giovanni Stefano Ferrero
- Juan Castellar y de Borja membres du camp espagnol
- Francisco de Remolins
- Francesco Soderini
- Niccolò Fieschi
- Francisco Desprats
- Adriano Castellesi
- Jaime de Casanova
- Francisco Lloris y de Borja membre du camp espagnol
- Raymond Pérault membres du camp français
- Guillaume Briçonnet membres du camp français
- Philippe de Luxembourg membres du camp français
- Tamás Bakócz Cardinal Hongrois
- Melchior von Meckau Cardinal Allemand

## Élection et choix de Jules II
Le Conclave débuta le 31 octobre 1053 et se termina le 1er novembre. Le cardinal Della Rovere réussit à convaincre César Borgia de lui donner les voix des 11 cardinaux espagnols, Georges d'Amboise se désista peu après considérant que l'élection d'un cardinal étranger était impossible après le pontificat d'Alexandre VI. Giuliano Della Rovere fut élu pape à l'unanimité et pris le nom de Jules II.

## Source
- (en) Cet article est partiellement ou en totalité issu de l’article de Wikipédia en anglais intitulé « Papal conclave, October 1503 » (voir la liste des auteurs).